# Abd Al Aziz II
Abu Faris Abd al-Aziz II – kalif Ifrikijji z dynastii Hafsydów, syn Ahmada II. Jego długie panowanie (1394-1434), wraz z rządami jego wnuków Muhammada IV i Usmana, uważane są za szczytowy okres panowania Hafsydów. Miał miejsce znaczny rozkwit kultury, w szczególności architektury, jednak kulturalna działalność finansowana była głównie z eskalacji piractwa przeciw chrześcijańskiej żegludze. Narażało to nadbrzeżne miasta Hafsydów na ataki odwetowe, zwłaszcza ze strony Aragonii i Wenecji.